# Bully (Ródano)
Bully é uma comuna francesa na região administrativa de Auvérnia-Ródano-Alpes, no departamento do Ródano. Estende-se por uma área de 12.59 km². Em 2010 a comuna tinha 2 026 habitantes (densidade: 160,9 hab./km²).